# انتحاء مائي

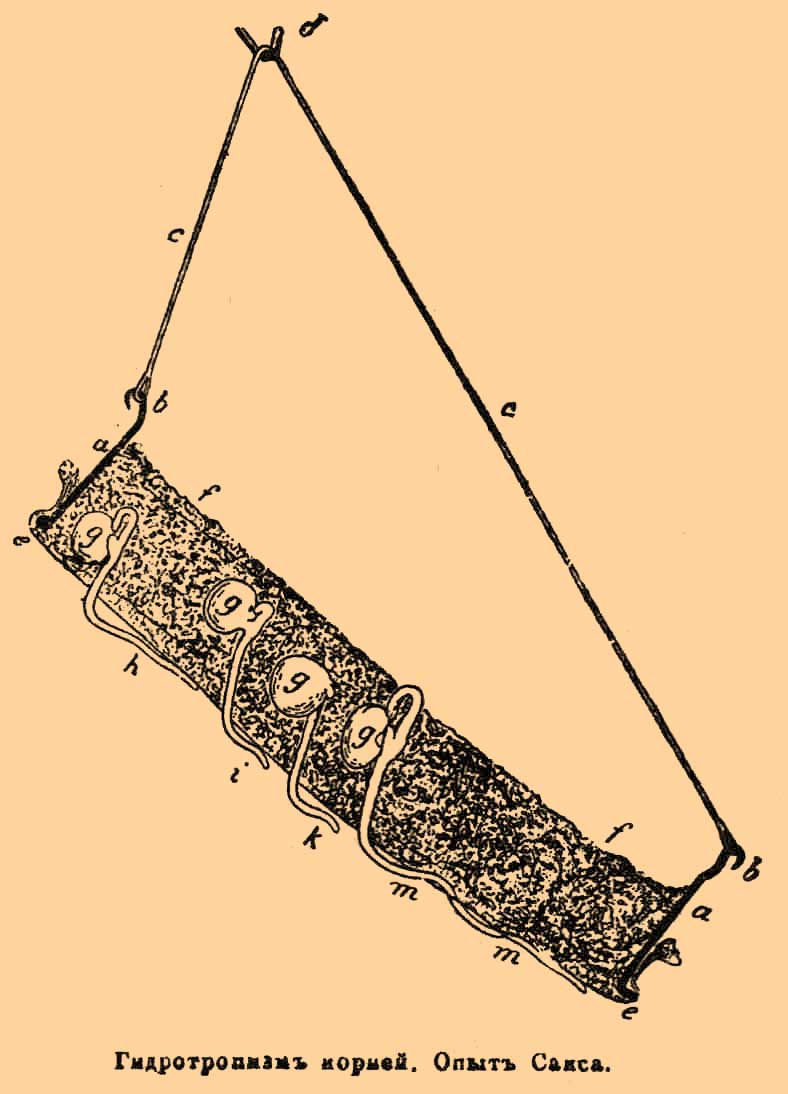

انتحاء مائي أو التَّأَوُّدُ الرُّطُوبِيُّ (بالإنجليزية: Hydrotropism)‏ وهي استجابة للنبات في النمو، ويتم تحديد اتجاه النمو من خلال تحفيز أو تدرج في تركيز الماء. ومن الأمثلة شيوعا هو جذر النباتات التي تنمو في الهواء الرطب حيث تنحني لأعلى مستوى من الرطوبة النسبية.